# Marconne
Marconne ist eine ehemalige französische Gemeinde mit 1.067 Einwohnern (Stand: 1. Januar 2022) im Département Pas-de-Calais in der Region Hauts-de-France (vor 2016: Nord-Pas-de-Calais). Sie gehörte zum Arrondissement Montreuil. Die Einwohner werden Marconnois und Marconnoises genannt.
Der Erlass des Präfekten vom 16. Oktober 2024 legte mit Wirkung zum 1. Januar 2025 die Eingliederung von Marconne als Commune déléguée zusammen mit den früheren Gemeinden Hesdin, Huby-Saint-Leu und Sainte-Austreberthe zur Commune nouvelle Hesdin-la-Forêt fest.

## Geografie

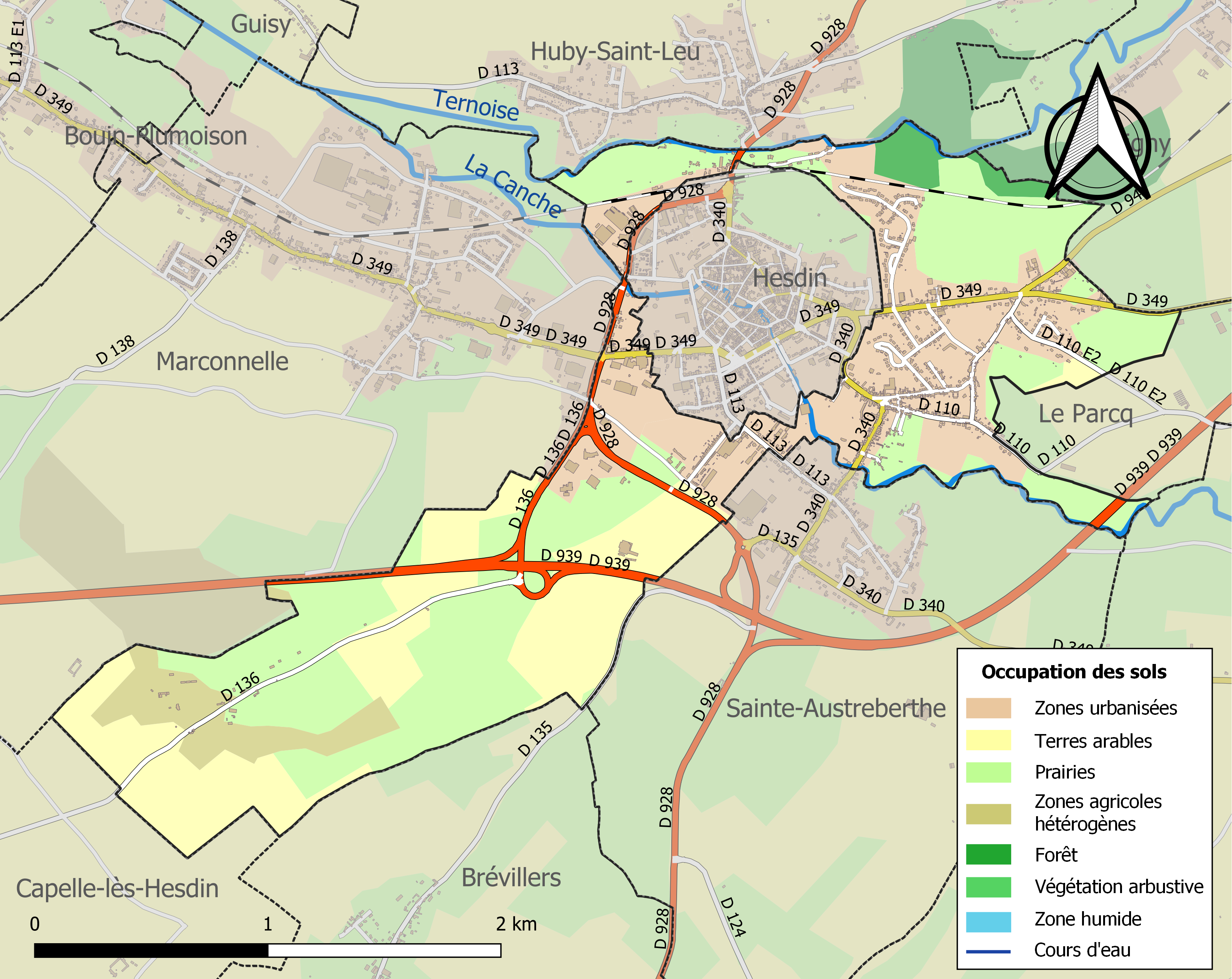
Bodennutzung, Hydrografie und Infrastruktur von Marconne (2018)

Marconne liegt etwa 22 Kilometer ostsüdöstlich von Montreuil-sur-Mer und etwa 53 Kilometer westnordwestlich von Arras in der historischen Provinz des Artois. Das Ortsgebiet wird entwässert von der Ternoise, die es im Süden begrenzt, und von der Canche, die es im Norden begrenzt. Das Zentrum von Marconne liegt auf etwa 30 m Höhe. Das Relief des Ortsgebiets ist zwischen den beiden Flüssen relativ flach und steigt im Osten auf über 70 m, im Südwesten auf bis zu 128 m an. Der tiefste Punkt mit 22 m Höhe wird beim Austritt der Canche im äußersten Westen gemessen.
Teile des Gebiets von Marconne gehören zu den ZNIEFF-Naturzonen „La basse Vallée de la Canche et ses versants en aval d’Hesdin“ (310013699), „Forêt domaniale d’Hesdin et ses lisières“ (310007265) und „La haute Vallée de la Canche et ses versants en amont de Sainte Austreberthe“ (310007267). Rund 70 % der Fläche von Marconne werden landwirtschaftlich genutzt, rund 22 % entfallen auf bebaute Flächen, rund 7 % auf Industrie-, Gewerbe- und Verkehrsflächen, 2 % sind bewaldet (Stand: 2018).
Umgeben wird Marconne von der Commune déléguée Huby-Saint-Leu im Norden, den Nachbargemeinden Grigny im Nordosten, Le Parcq im Osten und Saint-Georges im Südosten, der Commune déléguée Sainte-Austreberthe im Süden sowie den Nachbargemeinden Brévillers im Süden, Capelle-lès-Hesdin im Südwesten sowie Marconnelle im Westen. Marconne umgibt die Commune déléguée Hesdin vollständig.

## Bevölkerungsentwicklung

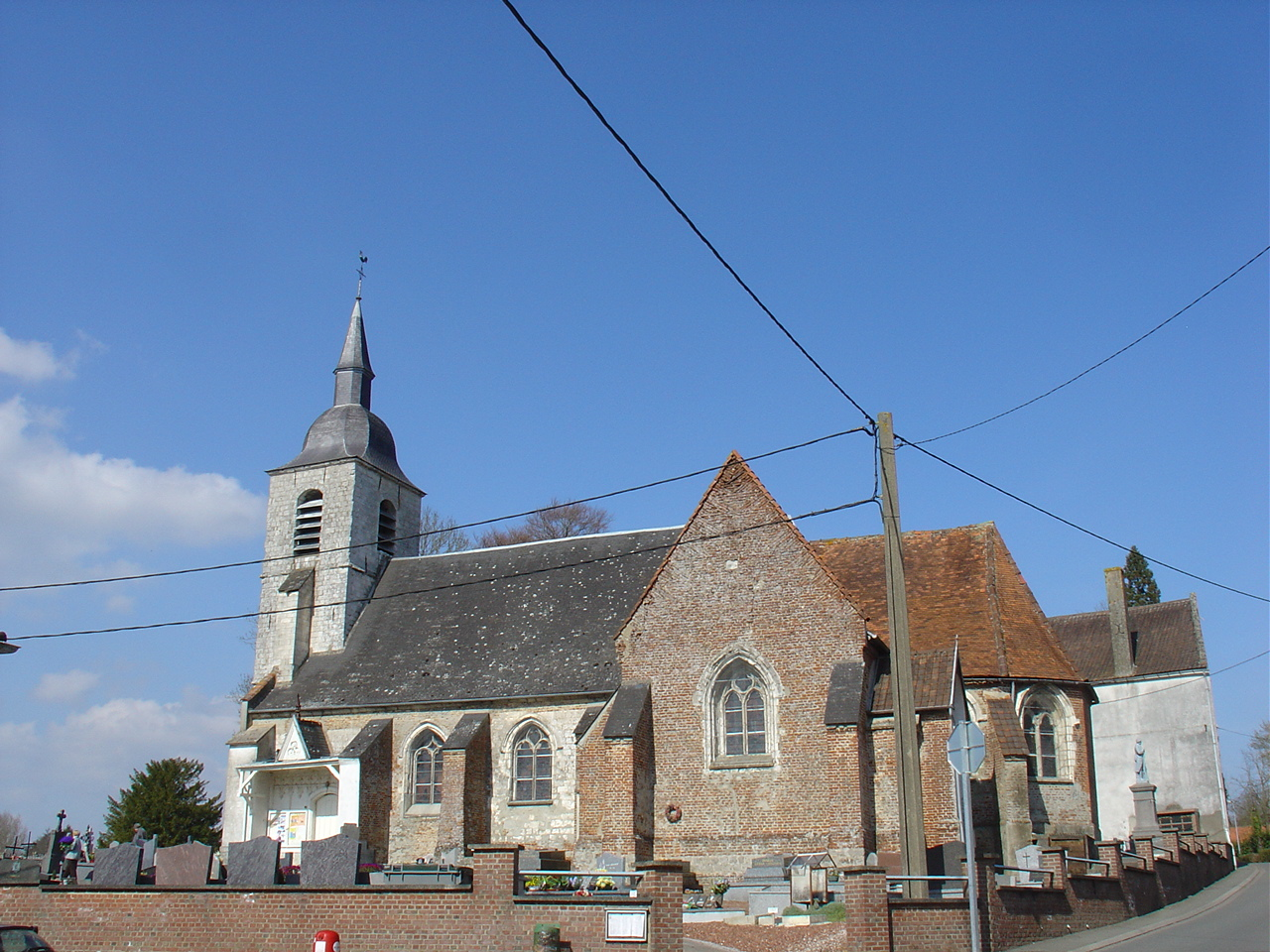
Kirche Saint-Maurice

| Jahr                       | 1962 | 1968 | 1975 | 1982 | 1990 | 1999 | 2006 | 2013 | 2020 |
| -------------------------- | ---- | ---- | ---- | ---- | ---- | ---- | ---- | ---- | ---- |
| Einwohner                  | 910  | 1117 | 1321 | 1271 | 1367 | 1232 | 1164 | 1123 | 1070 |
| Quellen: Cassini und INSEE |      |      |      |      |      |      |      |      |      |

## Sehenswürdigkeiten
- Kirche Saint-Maurice aus dem 16. Jahrhundert
- Schloss Valfosse, heute als Schullandheim genutzt

## Persönlichkeiten
- Henri de Saint-Delis (1878–1949), französischer Maler, geboren in Marconne